# قائمة المتاحف في البحرين
هذه هي قائمة المتاحف في البحرين.
- متحف البحرين الوطني
- بيت القرآن
- متحف بيت الجسرة
- متحف راشد العريفي
- متحف بيت الشيخ عيسى بن علي
- متحف دار النفط
- متحف النقود
- المتحف العسكري
- متحف بيت إبراهيم العريض
- متحف قلعة البحرين
- متحف الشيخ أحمد بن سلمان الفاتح[1]
- متحف بيت سيادي
- متحف قلعة بوماهر
- متحف قلعة عراد